# Marcello Semeraro
Marcello Semeraro (Monteroni di Lecce, 22 de dezembro de 1947) é um cardeal italiano da Igreja Católica, atual prefeito do Dicastério para as Causas dos Santos.

## Biografia
Marcello Semeraro nasceu em 22 de dezembro de 1947 em Monteroni di Lecce, província e arquidiocese de Lecce. Frequentou primeiro o seminário diocesano de Lecce e depois o regional de Molfetta. Obteve então a licença e o doutorado em teologia na Pontifícia Universidade Lateranense.

### Ministério sacerdotal
Recebeu a ordenação sacerdotal em 8 de setembro de 1971, tornando-se sacerdote da Sé Metropolitana de Lecce. Depois da ordenação, foi primeiro vice-reitor do seminário de Lecce e, posteriormente, do de Molfetta. Na arquidiocese foi Vigário episcopal para os leigos e para o Sínodo diocesano.
Professor de Teologia em vários Institutos e Faculdades Teológicas, especialmente no Instituto Teológico Pugliese de Molfetta, do qual foi diretor por vários mandatos sucessivos, e na Faculdade de Teologia da Pontifícia Universidade Lateranense, onde ocupou a cátedra de Eclesiologia até à sua elevação ao episcopado.

### Ministério episcopal

#### Bispo de Oria
Em 25 de julho de 1998, o Papa João Paulo II nomeou-o, bispo de Oria; sucedeu a Dom Armando Franco, falecido a 15 de dezembro de 1997. Recebeu a consagração episcopal no dia 29 de setembro seguinte, na praça em frente à Catedral de Lecce, por imposição das mãos de Dom Cosmo Francesco Ruppi, Arcebispo Metropolitano de Lecce, coadjuvado pela consagração dos monsenhores Domenico Caliandro, bispo de Ugento-Santa Maria di Leuca, e Donato Negro, bispo de Molfetta-Ruvo-Giovinazzo-Terlizzi; tomou posse solenemente da Basílica Catedral de Oria, entrando na diocese no dia 10 de outubro seguinte.
Em 15 de março de 2001, o pontífice o escolheu como secretário especial da X Assembleia Geral Ordinária do Sínodo dos Bispos, realizada na Cidade do Vaticano de 30 de setembro a 6 de novembro do mesmo ano, com o tema O Bispo: Servo do Evangelho de Jesus Cristo pela esperança do mundo; em 2 de outubro, durante a assembleia, foi recebido em audiência pelo papa. Junto com seus fiéis da diocese de Oria, voltou em peregrinação a Roma em 26 de janeiro de 2002.
Em 17 de outubro de 2003, ele falou na conferência de apresentação da exortação apostólica pós-sinodal Pastores Gregis, junto com os cardeais Jan Pieter Schotte, C.I.C.M., secretário-geral do Sínodo, e Jorge Mario Bergoglio, S.J., arcebispo metropolitano de Buenos Aires e orador adjunto.
No dia 28 de abril de 2004 voltou a peregrinar a Roma, junto com os fiéis da Manduria.

#### Bispo de Albano
Em 1 de outubro de 2004, o Papa João Paulo II nomeou-o, bispo de Albano; sucedeu a Agostino Vallini, nomeado prefeito do Supremo Tribunal da Assinatura Apostólica no passado 27 de maio. Tomou posse da Catedral de San Pancrazio, instalando-se na sua nova sede no dia 27 de novembro seguinte. Em 1 de dezembro do mesmo ano, ele foi novamente ao Vaticano com seus fiéis para assistir à audiência geral do papa.
Em 16 de janeiro de 2007, como membro da Comissão Episcopal para a Doutrina da Fé, Anúncio e Catequese, participou de um seminário sobre o tema do "primeiro anúncio" organizado em Roma pela CEI.
Em 4 de maio de 2007, foi eleito presidente da Nuova Avvenire Editoriale pela assembleia-geral de acionistas, em substituição ao cardeal arcebispo de Gênova Angelo Bagnasco, eleito presidente da Conferência Episcopal Italiana.
Em novembro de 2007, ele estava no centro da polêmica ao nível nacional pela remoção de três freiras em serviço na paróquia de São Pedro e São Paulo em Aprilia, que se recusaram a ajudar o idoso pároco em troca de um salário de 800 euros mensais a serem divididos entre eles três. A Cúria Episcopal deu explicações sobre o assunto, denunciando um "exagero da mídia" e uma referência incorreta dos fatos.
Em 31 de janeiro de 2009, o Papa Bento XVI o nomeou membro da Congregação para as Causas dos Santos por um período renovável de cinco anos. Na Conferência Episcopal Italiana, durante o quinquênio 2010-2015, foi membro da Comissão Episcopal para a Doutrina da Fé, Anúncio e Catequese e do Conselho Permanente.
Em 13 de abril de 2013, o Papa Francisco o nomeou, secretário do Conselho dos Cardeais, chamado a assessorá-lo no governo da Igreja universal e a estudar um projeto de revisão da Cúria Romana. Em 4 de novembro, o mesmo pontífice o chamou para ocupar o cargo de administrador apostólico ad nutum Sanctae Sedis da abadia territorial de Santa Maria di Grottaferrata, após a renúncia devido ao limite de idade do abade Emiliano Fabbricatore, OSBI.
Em outubro de 2014, ele confirmou as orientações pastorais adotadas por seu predecessor, Dom Dante Bernini para com a Fraternidade Sacerdotal de São Pio X, a saber, a proibição de participar da missa celebrada ou de receber os sacramentos de seus ministros, para não "quebrar comunhão com a Igreja Católica”. Posteriormente, em 4 de abril de 2016, foi nomeado delegado pontifício para a Ordem Basiliana italiana de Grottaferrata.
Em 13 de julho de 2016 foi nomeado membro do Secretariado da Comunicação, que em 23 de junho de 2018 assumiu o nome de Dicastério para a Comunicação, por um período renovável de cinco anos. Além disso, em 14 de setembro de 2019, tornou-se também consultor da Congregação para as Igrejas Orientais.

#### Transferência para a Cúria e cardeal
Em 15 de outubro de 2020, foi nomeado prefeito da Congregação para as Causas dos Santos, com a dignidade de arcebispo; ele sucedeu o cardeal Giovanni Angelo Becciu, associado ao escândalo da compra de uma propriedade de luxo de 200 milhões de euros em Londres. Ao mesmo tempo, deixou a direção da diocese de Albano, permanecendo administrador apostólico até a nomeação de um sucessor e o cargo de secretário do Conselho de Cardeais.
Em 25 de outubro, o Papa Francisco anunciou durante o Angelus a sua criação como cardeal no consistório programado para 28 de novembro. Recebeu o anel cardinalício, o barrete vermelho e o título de cardeal-diácono de Santa Maria em Domnica. Em 16 de dezembro, ele foi renomeado membro da Congregação para as Igrejas Orientais e do Dicastério para a Comunicação.
Em 8 de setembro de 2021, tornou-se Bispo Emérito da Diocese de Albano.
Em 1 de junho de 2022, o Papa Francisco o nomeou como membro da Congregação para o Culto Divino e Disciplina dos Sacramentos.
Desde maio de 2023, é o Grão-Prior da Sagrada Ordem Militar Constantiniana de São Jorge, nomeado pelo príncipe Carlos, Duque de Castro, sucedendo o cardeal Renato Raffaele Martino.
Em 1 de junho de 2024, o Papa o nomeou membro do Dicastério para a Doutrina da Fé.

## Brasão

Brasão do Bispo Semeraro

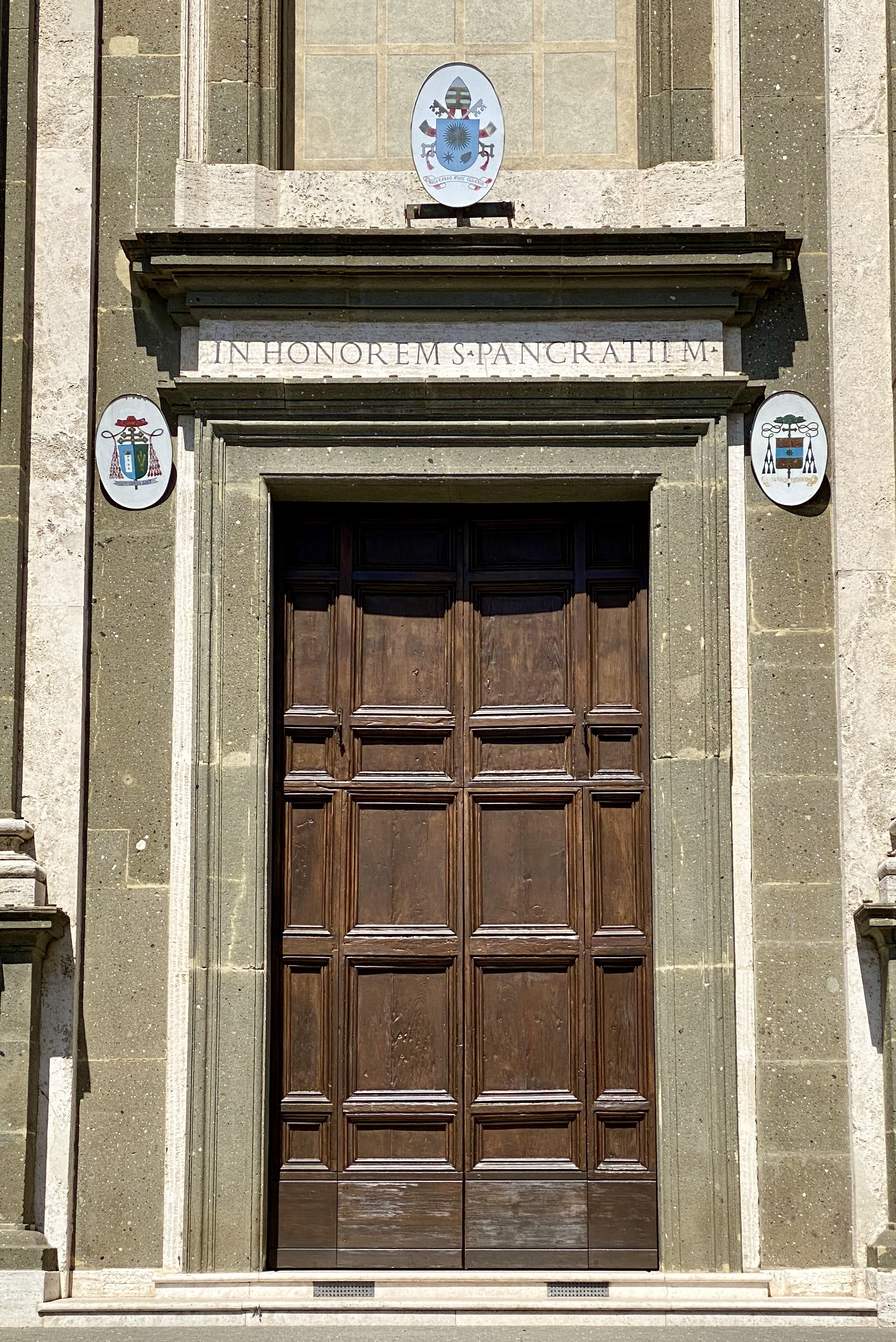
Portal principal da catedral de San Pancrazio em Albano Laziale, com os brasões do Papa Francisco, do cardeal bispo Angelo Sodano e do bispo titular Marcello Semeraro (agosto de 2020).

A arma é de dignidade, ou seja, uma marca de ofício. O escudo é dourado, na faixa azul, carregado com uma estrela de oito pontas do campo e acompanhado por sete chamas vermelhas, dispostas quatro na cabeça, duas e uma na ponta. O escudo, estampado com o chapéu do bispo, é preso à cruz episcopal. A cartela traz o lema IN SPIRITU SEMINARE em maiúsculas

### Interpretação
A imagem das sete chamas evoca os dons do Espírito Santo, enquanto a estrela de oito pontas é o emblema da Virgem Maria, cheia de graça e templo do Espírito Santo, ícone, no céu, da Igreja no seu cumprimento e, na terra, sinal de consolação e esperança segura para o povo de Deus peregrino.

### Lema
O lema que aparece no brasão é: In Spiritu seminare, tirado de uma carta do apóstolo São Paulo (Ga 6,8), com a qual o bispo espera que seu ministério seja para o benefício do povo de Deus, para a edificação da Igreja.